# Genista sandrasica
Genista sandrasica är en ärtväxtart som beskrevs av Per Hartvig och P.Arne K. Strid. Genista sandrasica ingår i släktet ginster, och familjen ärtväxter. Inga underarter finns listade i Catalogue of Life.